# Comuna Vela, Dolj
Vela este o comună în județul Dolj, Oltenia, România, formată din satele Bucovicior, Cetățuia, Desnățui, Gubaucea, Segleț, Suharu, Știubei și Vela (reședința).

## Demografie
Componența etnică a comunei Vela
     Români (90,6%)
     Alte etnii (0,49%)
     Necunoscută (8,91%)
Componența confesională a comunei Vela
     Ortodocși (90,85%)
     Alte religii (0,12%)
     Necunoscută (9,03%)
Conform recensământului efectuat în 2021, populația comunei Vela se ridică la 1.639 de locuitori, în scădere față de recensământul anterior din 2011, când fuseseră înregistrați 1.943 de locuitori. Majoritatea locuitorilor sunt români (90,6%), iar pentru 8,91% nu se cunoaște apartenența etnică. Din punct de vedere confesional, majoritatea locuitorilor sunt ortodocși (90,85%), iar pentru 9,03% nu se cunoaște apartenența confesională.

## Politică și administrație
Comuna Vela este administrată de un primar și un consiliu local compus din 11 consilieri. Primarul, Gheorghe Câmpeanu[*], de la Partidul Social Democrat, este în funcție din 2012. Începând cu alegerile locale din 2024, consiliul local are următoarea componență pe partide politice:
|  | Partid                          | Consilieri | Componența Consiliului | Componența Consiliului | Componența Consiliului | Componența Consiliului | Componența Consiliului | Componența Consiliului | Componența Consiliului | Componența Consiliului | Componența Consiliului |
|  | ------------------------------- | ---------- | ---------------------- | ---------------------- | ---------------------- | ---------------------- | ---------------------- | ---------------------- | ---------------------- | ---------------------- | ---------------------- |
|  | Partidul Social Democrat        | 9          |                        |                        |                        |                        |                        |                        |                        |                        |                        |
|  | Partidul Național Liberal       | 1          |                        |                        |                        |                        |                        |                        |                        |                        |                        |
|  | Alianța pentru Unirea Românilor | 1          |                        |                        |                        |                        |                        |                        |                        |                        |                        |